# Opération Tamarisk
L'opération Tamarisk, menée pendant la guerre froide par les services de renseignement des États-Unis, du Royaume-Uni et de la France par le biais de leurs liaisons militaires en Allemagne de l'Est, a pour objectif de récupérer dans les poubelles des papiers et lettres de l'Union soviétique, en particulier des documents secrets utilisés comme papier toilette.
Selon le réalisateur britannique de films documentaires, Leslie Woodhead (en), il s'agirait de l'une des opérations d'espionnage les plus réussies de toute la guerre froide.

## Histoire
N'ayant pas reçu de papier hygiénique sur le terrain, les soldats soviétiques en étaient venus à utiliser des documents officiels comme papier toilette. Les États-Unis, le Royaume-Uni et la France ont ensuite utilisé leurs espions pour récupérer ces documents car le papier n'était pas soluble et était mis dans des bacs. Peu après, ces espions se sont plaints à leurs directions de devoir fouiller dans des poubelles qui contenaient des matières fécales et même des membres amputés, dans le cas de celles des hôpitaux. Apprenant cela, leurs directions leur ont immédiatement demandé de ramener ces membres afin d'étudier le type de shrapnel utilisé par les Soviétiques.
Dans le jargon BRIXMIS (en), to tamarisk signifiait « passer au crible les détritus des exercices militaires ». Cela comprenait la récupération d'éclats d'obus dans les déchets des hôpitaux et la récupération de documents utilisés comme papier toilette quand aucun papier hygiénique n'était fourni, mais également des découvertes moins dégoûtantes telles qu'un cahier personnel jeté qui contenait des dessins techniques.